# James Sturm
James Sturm (né en 1965 à New York) est un auteur de bande dessinée américain.

## Biographie
Diplômé de la School of Visual Arts de New York, il travaille principalement comme auteur complet pour des maisons d'éditions indépendante (Fantagraphics, Drawn and Quarterly, etc.). En 1996, il reçoit un prix de la fondation Xeric. En 2001, Le Swing du golem connaît un certain succès critique, tout comme en 2007 Black Star. Il remporte cependant son premier Prix Eisner pour une histoire publiée en 2003 par Marvel : Unstable Molecules, dessinée par Guy Davis. En 2008, il en remporte un second pour Black Star.
Il est par ailleurs le cofondateur en 2004 du Center for Cartoon Studies (en), institution supérieure située à Hartford (Vermont) et consacrée à l'enseignement et l'étude de la bande dessinée.

## Publications en français
- Le Swing du golem, Le Seuil, 2002.
- Black Star, la véritable histoire de Satchel Paige (scénario),avec Rich Tommaso (dessin), Delcourt, coll. « Outsider », 2009.
- Le Jour du marché, Delcourt, coll. « Outsider », 2010.
- America, Delcourt, coll. « Outsider », 2011.
- Hors-saison, Delcourt, coll. « Outsider », 2020  (ISBN 978-2-413-02251-0).
- Watership Down (d'après le roman de Richard George Adams), Monsieur Toussaint Louverture, 2025  (ISBN 978-2-38196-190-3).

## Prix et récompenses
- 1996 : prix de la fondation Xeric
- 2002 : 
  - Prix Harvey du meilleur album original pour Le Swing du golem
  - Prix Ignatz du meilleur roman graphique ou recueil pour Le Swing du golem
- 2004 : Prix Eisner de la meilleure mini-série pour Unstable Molecules (avec Guy Davis)
- 2008 : Prix Eisner du prix Eisner du meilleur travail inspiré de la réalité pour Black Star (avec Rich Tommaso)
- 2024 : Prix Eisner de la meilleure adaptation pour Watership Down, d'après Richard Adams (avec Joe Sutphin)[1]